# علیرضا جهانگیری
علیرضا جهانگیری (زاده ۱۲ اسفند ۱۳۴۷) دیپلمات اهل ایران است.
او سفیر سابق ایران در هلند، نماینده دائم ایران نزد سازمان منع سلاح‌های شیمیایی، یکی از چهار داور ایرانی در فهرست داوران دیوان دائمی داوری، معاون شورای اجرایی سازمان منع سلاح‌های شیمیایی و عضو کمیسیون محرمانه این سازمان و مدیرکل پیشین امور حقوقی بین‌المللی وزارت امور خارجه است.

## تحصیلات
1. دکترای حقوق بین‌الملل، دانشکده حقوق دانشگاه منچستر انگلستان ۱۳۸۵–۱۳۸۱.
2. فوق لیسانس حقوق بین‌الملل، دانشگاه علامه طباطبایی تهران ۱۳۷۶–۱۳۷۴.
3. لیسانس روابط بین‌الملل، دانشکده روابط بین‌الملل وزارت امور خارجه تهران ۱۳۷۳–۱۳۷۰.

## کتاب‌ها
1. حقوق و تکالیف شهروندان با تابعیت مضاعف، تهران: انتشارات فکرسازان، ۱۳۹۴.
2. کسب تابعیت از طریق ورزش: مقایسه حقوق ایران و حقوق بین‌الملل، تهران: انتشارات فکرسازان، ۱۳۹۴.
3. دیوان بین‌المللی داوری ورزش، تهران: انتشارات فکر سازان ۱۳۹۱.
4. نام تاریخی و منحصر به فرد خلیج فارس، ارائه شده در چهارمین کنفرانس یکسان‌سازی اسامی جغرافیایی، تهران ۱۳۸۷.
5. تعرض شناورها و ملوانان نیروی دریایی بریتانیا به آبهای جمهوری اسلامی ایران در خلیج فارس، سالنامه ایرانی حقوق بین‌الملل و تطبیقی، شماره سوم، سال ۱۳۸۶، صص ۳۲۹–۳۳۲.
6. دیوان دائمی داوری و حل و فصل اختلافات زیست‌محیطی، سالنامه ایرانی حقوق بین‌الملل و تطبیقی، شماره دوم، سال ۱۳۸۵، ص ۳۵۵–۳۷۶.

## سمت‌ها
1. سفیر ایران در پادشاهی هلند و نماینده دائم ایران در سازمان منع سلاح‌های شیمیایی و ریاست عدم تعهد در سازمان منع سلاح‌های شیمیایی (۱۳۹۳ تا ۱۳۹۸).
2. عضو گروه ملی داوری جمهوری اسلامی ایران در دیوان دائمی داوری لاهه (از مهرماه ماه ۱۳۹۵).
3. مدیرکل حقوقی بین‌المللی وزارت امور خارجه (۱۳۹۲–۱۳۸۹).
4. رئیس اداره مرزی وزارت امور خارجه (۱۳۸۹–۱۳۸۷).
5. رئیس تیم ایرانی کمیسیون مختلط مأمور تجدید ساخت میله‌های مرزی در مرز زمینی ایران و عراق.
6. رئیس تیم ایرانی کارگروه مشترک مأمور عملیات هیدروگرافی مشترک جدید در اروندرود.
7. عضو شورای عالی هواپیمایی کشوری.
8. مشاور امور بین‌الملل معاون اقتصادی وزارت امور خارجه.